# André Bankoff
André Ricardo Bankoff (Americana, 20 de septiembre de 1978) es un actor y modelo brasileño.

## Trayectoria

### 1993–04: Carrera como futbolista y modelo
En 1993 ingresó a una escuela de fútbol en Roma (Italia) donde vivió dos años mientras su madre estudiaba un doctorado en el país, siendo descubierto por un ojeador y llevado a jugar en la categoría juvenil sub-15 de la Associazione Sportiva Roma. De los 13 a los 14 años jugó en la segunda división del equipo hasta que tuvo que regresar a Brasil después de que terminaron los estudios de su madre. En 1995 de vuelta en Brasil empezó a jugar en la categoría sub-15 del Ponte Preta. En 1998 a los dieciséis años abandonó su carrera futbolística cuando fue invitado por un productor a una audición para convertirse en modelo, en la que pasó y firmó con Elite Model Management, realizando desfiles y fotografiando para editoriales de moda. En el mismo año se traslada a Italia para trabajar desfilando para varias marcas. 
En 1999 ganó notoriedad cuando desfiló en la Semana de la Moda de São Paulo, en ese momento todavía llamada MorumbiFashion, junto a Gisele Bündchen. En 2000 participó en la película Xuxa Popstar como uno de los modelos de la agencia del protagonista. En 2001 comenzó a fotografiar con su hermano, Ivan Bankoff, siendo conocido como los Hermanos Metralha da Moda. En 2002 presentó el programa Moto 'n Roll en el canal por suscripción SporTV, en ese mismo año pasó a representar a la agencia L'Equipe siendo elegido como uno de los hombres más bellos del mundo por el portal IG.

### 2005-presente: Carrera como actor
En 2005 decidió dejar de lado el mundo de la moda para iniciar una carrera actoral, debutando en televisión en la miniserie Mad Maria, interpretando a un alemán que ayudaba en la construcción del ferrocarril. En el mismo año se unió al elenco de la telenovela Bang Bang interpretando a Pete. En 2006 hizo una audición para Bicho do Mato de RecordTV en la que fue aprobado para interpretar al protagonista principal, Juba (un niño criado en una hacienda del Pantanal en contacto con la naturaleza y los indios que se ve obligado a ir a Río de Janeiro para investigar el asesinato de su padre). El personaje lo impulsó al escalón más alto de la cadena, siendo el trabajo más destacado de su carrera. En 2007 estuvo en uno de los papeles centrales de Amor e Intrigas como Pedro, un chico romántico que le disputa el corazón al protagonista a Felipe. En 2009 interpretaría al Perro cafajeste en Poder paralelo, pero el personaje terminó pasando a manos de Miguel Thiré y éste fue reasignado para interpretar en la misma trama a André, el violento y mezquino heredero de la mafia italiana en Brasil.
En 2010 André pretendía renovar su contrato con RécordTV, cuando fue invitado por Aguinaldo Silva a formar parte del elenco de su próxima telenovela, Fina estampa, firmando ese mes un contrato por dos años con TV Globo. El actor, sin embargo, terminó por no formar parte del elenco de la telenovela, siendo reasignado al elenco minoritario de Morde & Assopra en 2011 donde interpretaba al paleontólogo Tiago. En 2013 estuvo en Saramandaia en el que interpreta al jugador cambiante Pedro. En 2015 interpretó a Pedro en Babilonia. En 2016 se unió al elenco de la serie Tempero Secreto de GNT interpretando a Nuno, un chef que no duda en derrotar a la competencia. 